# Рамос, Роберто
Роберто Рамос (исп. Roberto Ramos; род. 6 августа 1959) — кубинский легкоатлет, специалист по бегу на короткие дистанции. Выступал за сборную Кубы по лёгкой атлетике в 1980-х годах, обладатель бронзовой медали соревнований «Дружба-84», победитель Всемирной Универсиады, чемпион Центральноамериканских и Карибских игр.

## Биография
Роберто Рамос родился 6 августа 1959 года.
Будучи студентом, в 1981 году представлял Кубу на Всемирной Универсиаде в Бухаресте, где дошёл до полуфинала в беге на 400 метров и занял четвёртое место в эстафете 4×400 метров.
В 1982 году вместе с соотечественниками выиграл эстафету 4×400 метров на домашних Центральноамериканских и Карибских играх в Гаване.
В 1983 году на Всемирной Универсиаде в Эдмонтоне кубинская команда с Рамосом в составе сошла с дистанции в ходе предварительного квалификационного этапа эстафеты 4×400 метров, тогда как на чемпионате Центральной Америки и Карибского бассейна в Гаване им удалось одержать победу. В этом сезоне спортсмен установил свой личный рекорд в 400-метровой дисциплине — 45,84.
Рассматривался в качестве кандидата на участие в летних Олимпийских играх 1984 года в Лос-Анджелесе, однако Куба вместе с несколькими другими странами восточного блока бойкотировала эти соревнования по политическим причинам. Вместо этого Рамос выступил на альтернативном турнире «Дружба-84» в Москве, где в эстафете 4×400 метров совместно с Ласаро Мартинесом, Карлосом Рейте и Альберто Хуантореной завоевал бронзовую награду.
В 1985 году бежал 200 метров на Всемирных легкоатлетических играх в помещении в Париже, одержал победу в эстафете 4×400 метров на Всемирной Универсиаде в Кобе.
Завершил спортивную карьеру по окончании сезона 1986 года.